# Tīrābgūn
Tīrābgūn (persiska: تيرابگون) är en ort i Iran.   Den ligger i provinsen Kohgiluyeh och Buyer Ahmad, i den centrala delen av landet, 500 km söder om huvudstaden Teheran. Tīrābgūn ligger 1 287 meter över havet och antalet invånare är 232.
Terrängen runt Tīrābgūn är bergig österut, men västerut är den kuperad. Runt Tīrābgūn är det ganska glesbefolkat, med 47 invånare per kvadratkilometer. Närmaste större samhälle är Cheram, 12,3 km sydväst om Tīrābgūn. Omgivningarna runt Tīrābgūn är i huvudsak ett öppet busklandskap.